# Baives
Baives ist eine französische Gemeinde im Département Nord in der Region Hauts-de-France. Sie gehört zum Arrondissement Avesnes-sur-Helpe und zum Kanton Fourmies. Die Bewohner nennen sich Baivois oder Baivoises.

## Geografie
Baives ist die östlichste Gemeinde des Départements Nord. Sie liegt an der oberen Helpe Majeure, etwa 30 Kilometer südwestlich von Maubeuge. Sie grenzt im Westen und Süden an Belgien. Die Nachbargemeinden sind Moustier-en-Fagne im Norden, Chimay im Osten, Momignies im Süden sowie Wallers-en-Fagne im Westen.

## Bevölkerungsentwicklung
| Jahr                       | 1962 | 1968 | 1975 | 1982 | 1990 | 1999 | 2008 | 2013 | 2020 |
| Einwohner                  | 206  | 193  | 151  | 123  | 129  | 141  | 155  | 162  | 166  |
| Quellen: Cassini und INSEE |      |      |      |      |      |      |      |      |      |

## Sehenswürdigkeiten

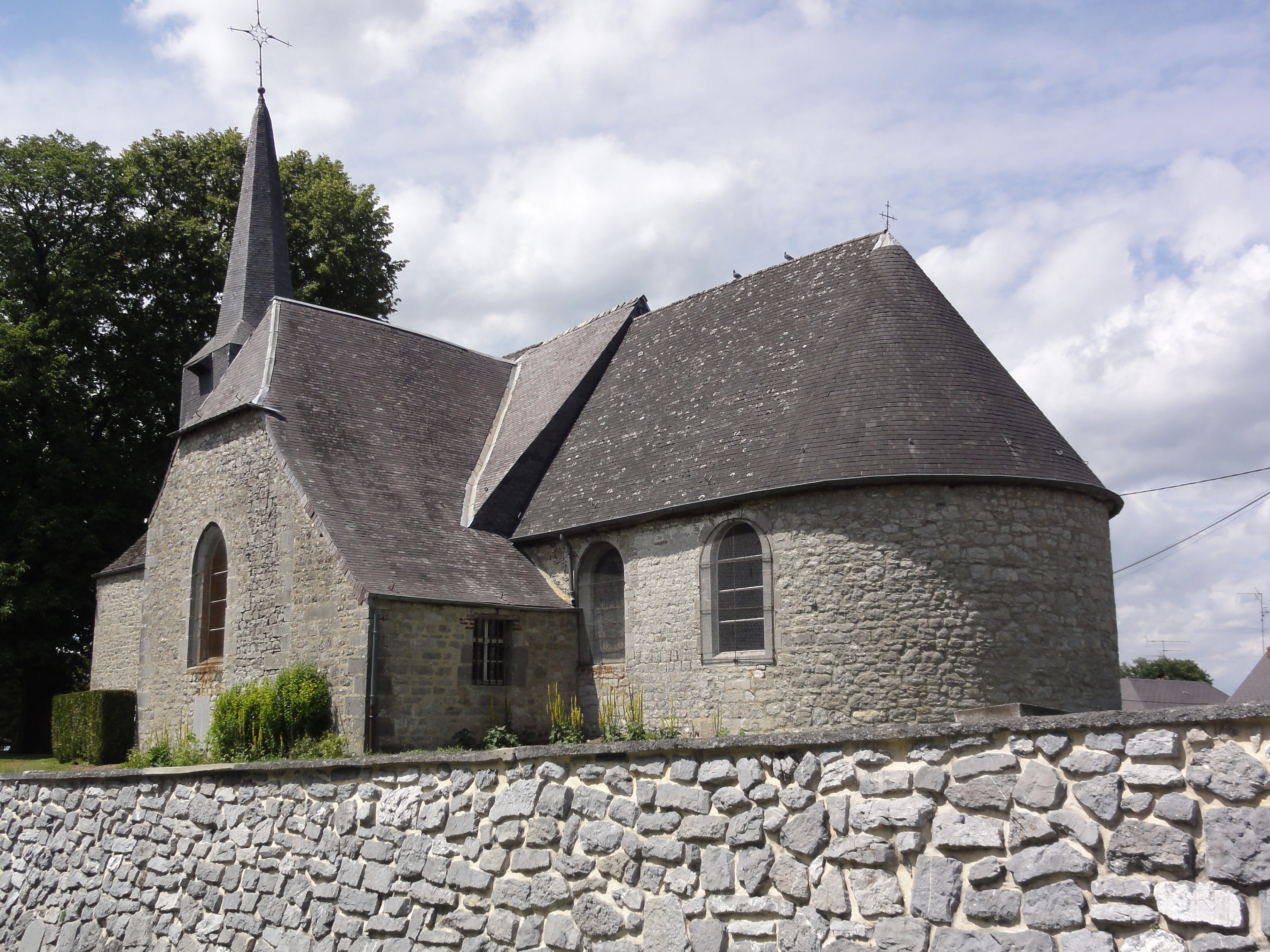
Kirche Saint-Martin
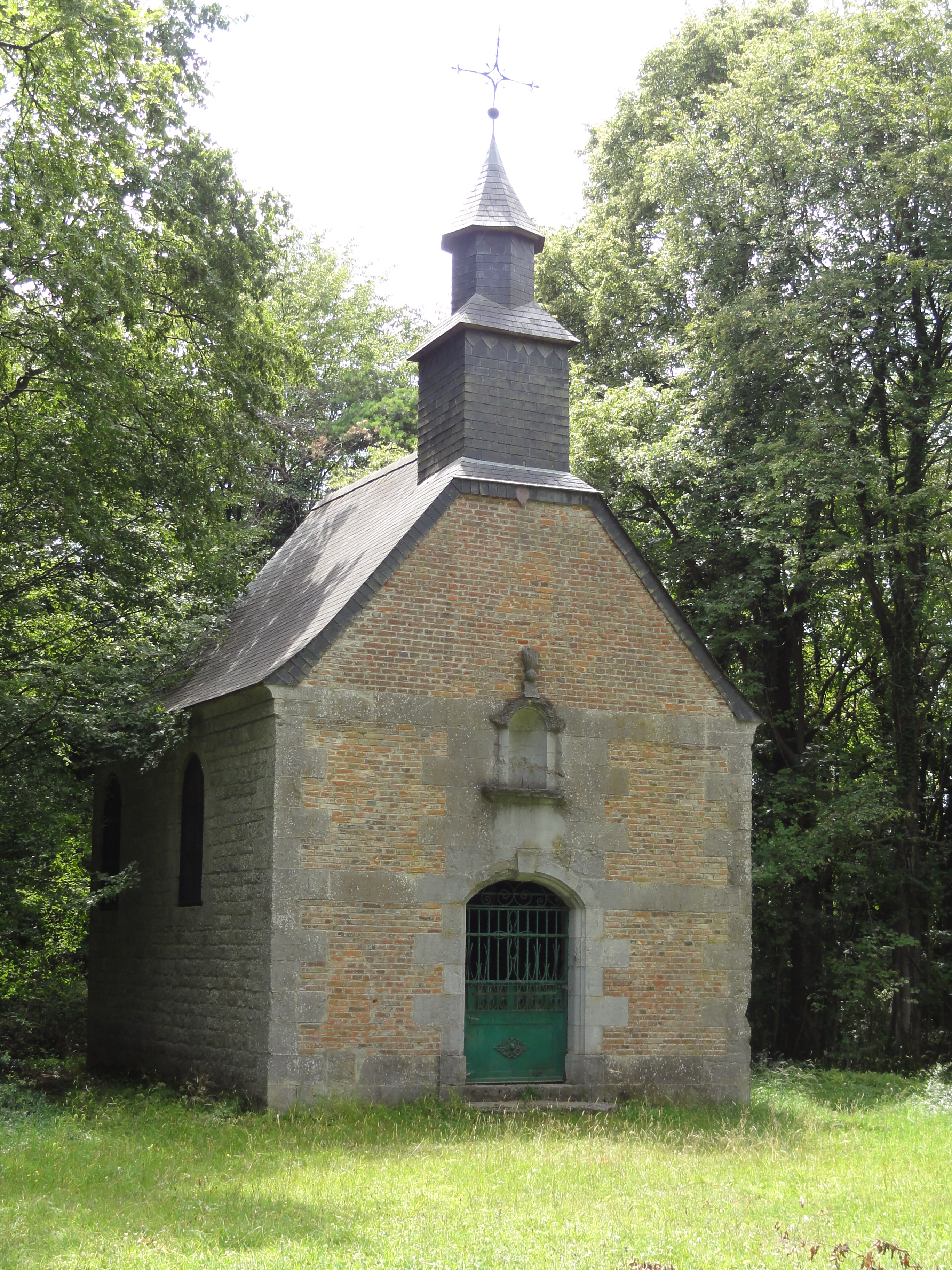
Kapelle Saint-Fiacre
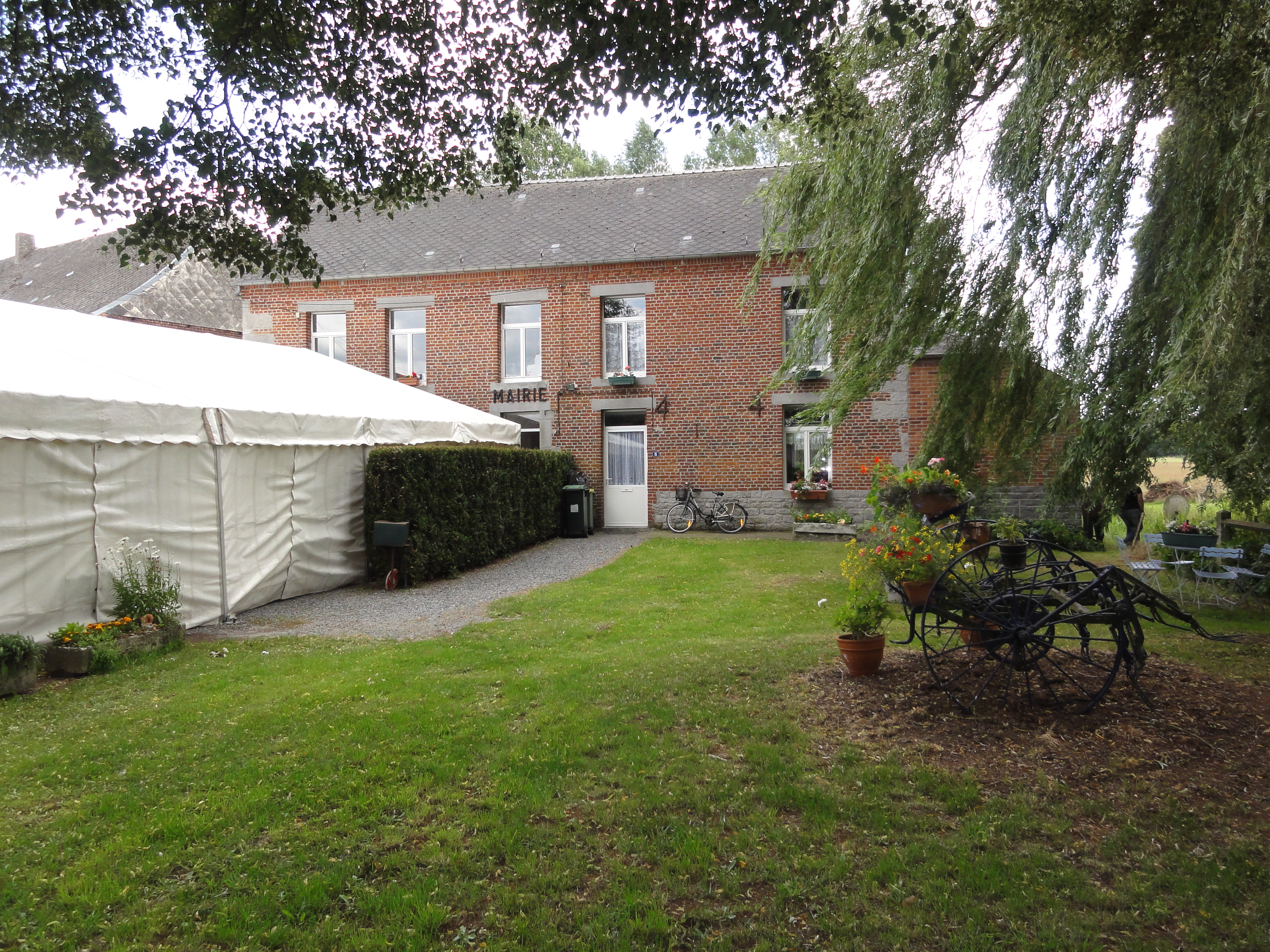
Rathaus Baives
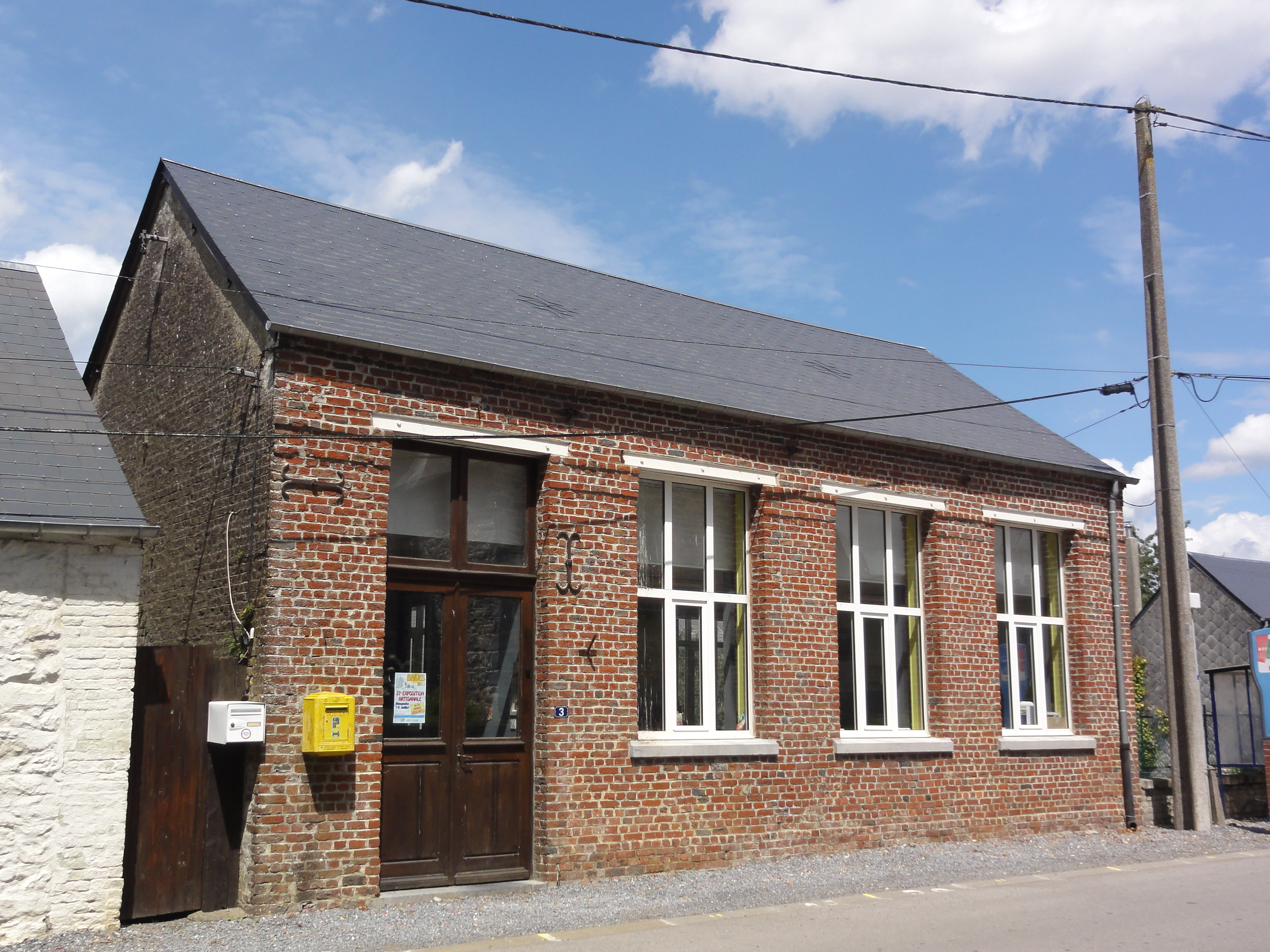
Grundschule

- Kleines Schulhaus

- Kirche Saint-Martin
- Kapelle Saint-Fiacre
- Rathaus Baives
- Grundschule